# 潘鸿权
潘鸿权（1943年9月—），广西柳江县人。中华人民共和国政治人物。
毕业于广西师范学院中文系中文专业。1984年，担任广西柳州地区教育局局长。1991年，担任广西自治区教委副主任。1993年，任广西自治区政府副秘书长。1996年，升任广西自治区政府秘书长。2000年，担任广西自治区政府办公厅主任。2003年1月，担任广西壮族自治区政协副主席。